# Episparis exprimens
Episparis exprimens är en fjärilsart som beskrevs av Walker 1862. Episparis exprimens ingår i släktet Episparis och familjen nattflyn. Inga underarter finns listade i Catalogue of Life.